# PX Весов
PX Весов (лат. PX Librae) — одиночная переменная звезда в созвездии Весов на расстоянии приблизительно 1275 световых лет (около 391 парсека) от Солнца. Видимая звёздная величина звезды — от +12,6m до +11,7m.

## Характеристики
PX Весов — оранжевая вращающаяся переменная звезда типа BY Дракона (BY:) спектрального класса K6 или K4IV(e).